# 뜨거운 가슴으로 내일을
《뜨거운 가슴으로 내일을》(영어: All the Right Moves)은 미국에서 제작된 마이클 채프먼 감독의 1983년 스포츠 드라마 영화이다. 톰 크루즈 등이 출연하였고, 스티븐 도이치 등이 제작에 참여하였다.

## 줄거리
세르비아계 고등학생 스테프는 디펜시브 백 포지션을 맡고 있는 미식 축구 스타 선수로, 대학 미식 축구 장학금을 통한 대학 진학을 노리고 있다. 그가 사는 펜실베이니아주 마을은 제철소가 있는 일종의 기업 도시이지만 1980년대 초반 경기 후퇴로 침체되어 있으며 스테프는 장학금을 유일한 탈출 기회로 여긴다. 그러나 스테프는 어느 날 경기 후 감독과 격한 말다툼을 벌이게 되고, 감독은 스테프의 태도를 문제삼으며 그를 대학 스카우트 블랙리스트에 올려 장학금 기회를 봉쇄해 버리는데...

## 출연진
- 톰 크루즈
- 크레이그 T. 넬슨
- 리아 톰프슨
- 찰스 초피
- 게리 그레이엄
- 폴 캐러포티스
- 크리스 펜
- 샌디 페이존
- 테리 오퀸

## 기타 제작진
- 공동 제작: 필립 골드파브
- 미술: 메리 앤 비들